# Scamaphis
Scamaphis es un género de ácaros perteneciente a la familia Eviphididae.

## Especies
Scamaphis Karg, 1976
- Scamaphis equestris (Berlese, 1911)
- Scamaphis exanimis Karg, 1976
- Scamaphis guyimingi Ma-Liming, 1997